# Jakob Ackeret

Jakob Ackeret (ur. 17 marca 1898 w Zurychu, zm. 27 marca 1981 w Küsnacht) – szwajcarski aerodynamik, profesor politechniki w Zurychu.

## Edukacja i kariera naukowa
Dyplom inżyniera mechaniki uzyskał w 1920 r. pracując w zespole, którym kierował Aurel Stodola. W latach 1921–27 pod nadzorem Ludwiga Prandtla w Getyndze uczestniczył w badaniach w zakresie dynamiki płynów. Owocem tej pracy był doktorat uzyskany w 1927 r.
Po uzyskaniu doktoratu rozpoczął pracę w zakładach Escher Wyss AG w Zurychu, gdzie jako dyrektor techniczny działu hydrauliki, z powodzeniem wykorzystywał najnowsze osiągnięcia dynamiki płynów do projektowania turbin. Udane łączenie teorii z praktyką zaowocowało uzyskaniem tytułu profesora politechniki w Zurychu w roku 1931.
Dalej zajmował się zagadnieniami konstrukcji turbin i śmigieł, szczególnie w aspekcie napędów pozwalających uzyskiwać prędkości ultradźwiękowe. Do jego największych osiągnięć należy wynalezienie turbiny gazowej o zamkniętym obiegu oraz konstrukcja śmigieł o zmiennym kącie natarcia łopat.